# マヌエル1世コムネノス
マヌエル1世コムネノス“メガス”（ギリシア語：Μανουήλ Α' Κομνηνός o Μέγας （Manūēl I Komnēnos o Megas）、1118年11月28日 - 1180年9月24日）は、東ローマ帝国コムネノス王朝の第3代皇帝（在位：1143年 - 1180年）。同王朝第2代皇帝ヨハネス2世コムネノスとハンガリー王ラースロー1世の王女エイレーネー（イレーネー）の子。
“メガス”は「偉大なる」という意味の渾名。彼に仕えた者が非常な忠誠心を抱き、秘書や配下の将兵に賞賛されたことに由来する。中世ギリシア語では「マヌイル1世コムニノス」。

## 生涯

### 十字軍への対応
マヌエルは四男であったが、長兄のアレクシオスと次兄のアンドロニコスが1142年に相次いで早世し、1143年に父が狩猟の事故で急死した結果、遺言で皇位継承者として選ばれた。首都コンスタンティノープル（コンスタンティノポリス）で留守を預かっていた三兄イサキオスを拘束して機先を制し、戴冠式を行い即位した（その後イサキオスを解放して和解）。
1146年、即位前に父とドイツ王コンラート3世との間で決められた約束で、コンラート3世の義妹ベルタ・フォン・ズルツバッハと結婚した。これはシチリア王ルッジェーロ2世の拡張政策に対抗するためだった。
翌1147年に十字軍国家・エデッサ伯国の陥落をきっかけに第2回十字軍が結成、コンラート3世とフランス王ルイ7世が参加した十字軍がコンスタンティノープルへ到来した。マヌエル1世は9月に先に到着した義兄コンラート3世指揮下のドイツ軍を歓迎したが、イスラム教国ルーム・セルジューク朝のスルタン・マスウード1世と12年間の休戦条約を締結したばかりだったため、内心十字軍の駐屯を快く思っていなかった。このため十字軍への対応は一貫せず、会議で行軍の困難さを理由にイスラム教徒（ムスリム）との戦闘を止めるよう義兄に進言したが断られ、圧力をかけてドイツ軍を小アジアへ向かわせる一方、届けることは出来なかったが物資供給を約束したり、ドイツ軍に案内人を付けて一定の配慮はしている。しかし案内人が突然失踪、直後にルーム・セルジューク朝のムスリム軍襲撃でドイツ軍が大敗（ドリュラエウムの戦い）したためドイツ人の不信と怒りを買った。
10月に後からやって来たルイ7世と王妃アリエノール・ダキテーヌらフランス軍を盛大な儀式や宴会でもてなしたが、コンスタンティノープルは十字軍兵士と民衆の衝突で不穏になり、ドイツ軍の敗報が伝わるとフランス人やルイ7世からも不信感を抱かれた。フランス軍は首都を後にして小アジアを海岸沿いに東進、事前にルイ7世と物資供給を約束したが、この時も物資は届かず、アンティオキア公国へ海路で渡るための輸送船も小さな船しか送らなかった。1148年1月6日に東ローマ帝国と休戦中のルーム・セルジューク朝の軍が帝国内にいたフランス軍を襲撃した戦闘（カドムス山の戦い）とアンティオキア到着を経て、十字軍は7月にダマスカス包囲戦を敢行したが失敗、十字軍は成果が無いまま解散した。マヌエル1世の十字軍への非協力的な対応と休戦中のムスリム軍が十字軍を攻撃した出来事から、歴史家たちから彼がムスリムと内通していたと疑われているが、真相は明らかでない。
十字軍は解散したがマヌエル1世とコンラート3世の友好関係は継続、十字軍と同時期の1147年夏にシチリア軍がケルキラ島（コルフ島）を占領、ティーヴァ（テーベ）・コリントス（コリント）など帝国西部のギリシャ沿岸地域を略奪したことに対抗、翌1148年冬にコンラート3世と攻守同盟（テッサロニキ条約）を締結した。マヌエル1世のイタリア遠征にコンラート3世が軍事支援、征服地もマヌエル1世に譲るという内容で、条約の保証としてマヌエル1世の姪テオドラ・コムネナをコンラート3世の異父弟のオーストリア辺境伯ハインリヒ2世に嫁がせた。ドイツの支援を獲得したマヌエル1世は1149年にケルキラ島をヴェネツィア共和国艦隊の援助で奪回、イタリア遠征の実行へ動き出した。対するルッジェーロ2世もコンラート3世と対立するヴェルフ家のヴェルフ6世との結び付きを強化した。

### イタリア遠征
1149年から1150年にかけて行ったセルビア・ハンガリー遠征は成功、1150年にエデッサ伯ジョスラン2世が捕虜になると、伯妃ベアトリスと取引してエデッサの残存部分買収にも成功したが、この領土は翌1151年にアレッポのアタベク（領主）ヌールッディーンとルーム・セルジューク朝のマスウード1世の挟撃で奪われた。1152年にコンラート3世が死亡、後を継いだ甥のフリードリヒ1世は東ローマ帝国と協力せずイタリア遠征も暗礁に乗り上げた。1154年にはマヌエル1世の周辺でもトラブルが起こり、従弟のアンドロニコス・コムネノス（後のアンドロニコス1世コムネノス）がマヌエル1世の甥（次兄の長男）ヨハネス・ドゥーカス・コムネノスと対立、アンドロニコスがヨハネスを寵愛するマヌエル1世の暗殺未遂事件を起こしたためマヌエル1世はアンドロニコスを首都の牢へ投獄した（アンドロニコスは1164年に脱走）。
同年にルッジェーロ2世が死亡、後を継いだ息子のシチリア王グリエルモ1世が政治を顧みなかったため、イタリアが不穏な状態になったことを感じ取ると、翌1155年にローマで神聖ローマ皇帝の戴冠式を挙げたフリードリヒ1世の下へ使節を派遣してテッサロニキ条約の更新を求め、皇帝のイタリア遠征に財政支援することも提案したが、神聖ローマ帝国（ドイツ）諸侯の反対でどちらも実現しなかった。やむを得ず、シチリア王家に反発していたノルマン人諸侯を皇帝に代わる同盟相手として手を組み、グリエルモ1世の従兄弟のロリテッロ伯ロベルト3世や元カプア公ロベルト2世ら反乱諸侯との共同戦線でイタリア遠征を実行することになった（ノルマン・東ローマ戦争）。目的はギリシャ略奪の報復として南イタリアへ略奪遠征を仕掛けるつもりだったという。
8月から始まった遠征緒戦でバーリを落としたことで東ローマ帝国軍は勢いづき、周辺都市も奪取して反撃したシチリア軍にも勝利、ローマ教皇ハドリアヌス4世が帝国・反乱諸侯に参戦したことで勢いは増した。グリエルモ1世が重病に陥っていたこと、シチリアの首都パレルモでも反乱が起こったことも有利になり、東ローマ帝国首脳部は遠征目的を略奪から南イタリア征服に切り替え援軍を派遣、それに伴い反乱諸侯を格下に見る態度を取ったため帝国軍と諸侯との間に軋轢が生じたが、1156年春までにプッリャ州の大部分を支配下に収めた。
ところが、グリエルモ1世が病気から快復すると状況が一転する。ブリンディジ包囲中だった帝国軍にパレルモの反乱を鎮圧したグリエルモ1世が自ら軍を率いて接近すると、帝国軍が内部分裂して弱体化したのである。ブリンディジの守備隊とシチリア軍に挟み撃ちにされる危機が生じた帝国軍に動揺が走り、ロリテッロ伯は帝国軍から離脱し傭兵部隊も賃金未払いを口実に陣を引き払い、帝国軍から西欧部隊がシチリア軍へ寝返るなど、部隊が次々と離脱した帝国軍はシチリア軍に退路を断たれ、5月28日の戦いで2人の司令官が捕らえられる惨敗を喫した（ブリンディジの戦い）。南イタリアはシチリア軍に奪還され、カプア公は捕らえられパレルモへ投獄、教皇はシチリアと和睦してロリテッロ伯は逃亡、イタリア遠征は失敗した。
翌1157年に姪（長兄の娘）マリアの夫アレクシオス・アクスークをイタリアへ派遣して戦力の立て直しを図り、反乱諸侯を再起させた。戦略は有利な講和条件を獲得することを狙い、表向きシチリアと敵対しつつも水面下で和睦交渉を話し合い、1158年3月に教皇の仲介でシチリアと和睦した。条件はマヌエル1世がグリエルモ1世の王位を承認、グリエルモ1世は捕虜を解放しマヌエル1世の軍事支援を行うことが決められ、フリードリヒ1世に対抗する軍事同盟が出来上がった（マヌエル1世の支援を失った反乱諸侯はフリードリヒ1世の下へ亡命）。

### キリキア・シリア遠征と外交
シチリアとの和睦から間もない1158年秋、自ら軍を率いてキリキア・シリア遠征に乗り出した。東ローマ帝国の封臣だったアルメニア人のキリキア領主トロス2世が1152年に反乱を起こしてキリキア平野部を占領、アンティオキア公ルノー・ド・シャティヨンは帝国領のキプロス島で略奪・虐殺したため、彼等へ制裁を下す必要があったからだった。また、アンティオキアを帝国の宗主権下に置いて従属させることも視野に入れていた。
セレウケイア（現在のトルコ・メルスィン県シリフケ）へ入るとそこからキリキア平野部へ突入、急な侵攻に驚いたトロス2世は山間部へ逃亡、帝国軍はキリキア平野部を奪還した。モプスエスティアで陣営を置いたマヌエル1世はここで十字軍国家やムスリム国家の使節を迎え入れる中、帝国軍やヌールッディーンに領土を圧迫され孤立したルノーが皇帝の慈悲にすがるべく出頭、受け入れた皇帝はルノーに所領安堵と引き換えに忠誠と軍事奉仕を誓わせ、エルサレム王ボードゥアン3世（姪テオドラ・コムネナの夫）の仲介で出頭したトロス2世にも同様の処分を下し、遠征の所期の目的を達成した。ボードゥアン3世との同盟関係も確認した上で、1159年4月の復活祭をモプスエスティアで祝い、ルノーやボードゥアン3世ら諸侯を連れた軍勢を率いてアンティオキアへ入城、町の上級支配権が皇帝にあることを内外に示した。エルサレム王国との同盟も継続、ボードゥアン3世の弟のアモーリー1世はマヌエル1世の大姪マリア・コムネナ（ヨハネス・ドゥーカス・コムネノスの娘）を妃に迎え、1169年に皇帝と共同でファーティマ朝のエジプト遠征を計画（実現せず）、1171年にコンスタンティノープルを訪問して皇帝との関係を深めた。
1160年代は外交で諸国との友好・同盟関係構築に奔走、1161年にルーム・セルジューク朝のスルタン・クルチ・アルスラーン2世（マスウード1世の子）がコンスタンティノープルを訪問した時は異教徒を嫌う周囲の反対を押し切り、パレードで歓迎しながら豪華な装飾品を飾り立て、金に糸目をつけない贈り物などで帝国の威光を見せつけ、軍事援助および皇帝と同意の無い第三者との協定締結禁止など約束を取り付ける一方、スルタンとの格の違いを周囲に示した。イタリアにも介入し、1163年に教皇アレクサンデル3世の求めに応じてフリードリヒ1世に対抗する同盟結成に尽力、1166年にシチリア王グリエルモ1世が亡くなり後を継いだ息子グリエルモ2世に娘マリアとの結婚を提案、教皇には自分を唯一の皇帝と認める見返りにキリスト教の東西教会統一を申し入れたが、グリエルモ2世にも教皇にも受け入れられなかった（1172年に再度グリエルモ2世とマリアの結婚話が持ち上がったが白紙になった）。

### ヴェネツィアとの戦争
1171年3月12日、マヌエル1世は帝国領内のヴェネツィア人勢力の一斉逮捕・財産没収を命令、官憲の手でヴェネツィア人は首都で1万人、帝国全体で2万人が逮捕されたと言われる。逮捕命令が出された理由はヴェネツィアと交易で対立、イタリアでの外交方針転換でフリードリヒ1世との和睦を構想してヴェネツィアと手を切ることを画策、ダルマチアを巡るヴェネツィアとの対立が挙げられるが、どれも決定的とは言えない。同時代人の歴史家ヨハネス・キンナモスはヴェネツィア人がマヌエル1世の祖父アレクシオス1世から授けられた特権（船着場と居留区提供、免税特権など）を振りかざし、首都の治安を乱してマヌエル1世の怒りを買ったことが原因だとする見解を述べているが、もう1人の歴史家ニケタス・コニアテスは1149年にヴェネツィア人が皇帝を侮辱した話を書き記し、1171年に皇帝が長年抱き続けた恨みの意趣返しを決行したと主張している。いずれにせよ、東ローマ帝国とヴェネツィアの関係はこの事件で悪化、ヴェネツィアが報復を仕掛け戦争になった（ヴェネツィア・東ローマ戦争）。
ヴェネツィアは事件の内容を知ると憤慨して報復のため艦隊建造を突貫工事で進め、ヴェネツィアのドージェ（元首）・ヴィターレ・ミキエル2世が率いる艦隊は9月に出航した。対するマヌエル1世はヴェネツィア艦隊を消耗戦に誘う戦略を取り、ヴェネツィア艦隊はエーゲ海の島々に駐屯していた東ローマ軍の抵抗で上陸拠点を奪取出来ず疲弊、辛うじて確保したキオス島で疫病が流行して兵士を次々と失い戦力が低下、1172年の復活祭を過ごした後にミキエル2世は撤退を決断した。その隙を狙った東ローマ帝国の艦隊は撤退するヴェネツィア艦隊を追撃して3分の1以下に減らすほどの勝利を飾った。皇帝は戦後アンコーナへ進出してイタリア外交に積極的に介入する一方、同年に聖地巡礼へ向かうザクセン公兼バイエルン公ハインリヒ3世（獅子公、フリードリヒ1世の従弟）の歓迎もしている。

### 小アジア方面の敗北
しかし、西はヴェネツィアとの戦争が一段落したが、東はルーム・セルジューク朝との関係が険悪になった。両国の国境地帯に住み、東ローマ帝国で略奪を働くテュルク系遊牧民族トゥルクマーンの存在があったとはいえ、1161年のクルチ・アルスラーン2世訪問に見られるように、両国は潜在的対立を抱えつつも友好関係を維持し続けていた。また、クルチ・アルスラーン2世は東ローマ帝国との戦争よりも一族やダニシュメンド朝など周辺のムスリム国掃討を優先したという事情もあり、しばしば両国から政争に敗れた王族や貴族が亡命する現象が起こっても戦争に発展することは無かった。それが1164年に一変、クルチ・アルスラーン2世は兄弟のシャーハンシャーやダニシュメンド朝のドゥール・ヌーンを追放してその領土を奪い取り、亡命した彼等の要請でマヌエル1世は1175年にルーム・セルジューク朝の首都コンヤ（イコニウム）へ遠征する準備を始め、前線基地としてドリュラエウム（ドリュライオン）とスブライオンの要塞を再建、1176年春に出兵する計画を立てて軍備を整えていった。
同盟相手のハンガリー人・セルビア人の到着が遅れ、当初の予定からずれた1176年夏に東ローマ軍は遠征を開始した（セルジューク・東ローマ戦争）。だが攻城兵器や非戦闘員などを抱えたせいで軍の動きは遅く、小アジアでは敵のゲリラと焦土作戦で飢餓に苦しみ疲弊し始めた。それでも行軍を続けたが、9月17日に途中の隘路でルーム・セルジューク軍の伏兵に襲われ惨敗してしまった（ミュリオケファロンの戦い）。皇帝は敵の包囲から脱出し困難な撤退を強いられたが、ルーム・セルジューク軍にも大きな被害が出たため、敵側から出された和睦を承諾して戦場から何とか帰還した。戦後マヌエル1世はこの戦いをマラズギルトの戦いに例え我が身に降りかかった災難を嘆きつつも、和睦条件に従いスブライオンを破却する一方でドリュラエウムは破却せず、怒ったクルチ・アルスラーン2世が派遣した報復の軍を撃退する意地を見せ、両国は交戦を繰り返すうちに戦争状態から国境紛争状態に沈静化していった。
晩年のマヌエル1世にとって気掛かりなのは息子のアレクシオス2世コムネノスが幼少のため、1171年に共治帝にしたり、対神聖ローマ帝国同盟のため1180年初めに第2回十字軍で出会ったフランス王ルイ7世の娘アニェスとアレクシオスを結婚させたり（同時に娘マリアもモンフェッラート侯子ラニエリと結婚）、7月の死の間際にアンドロニコスと和解して息子の皇位継承を確実にした矢先、9月24日に61歳で死去した。しかし単独の皇帝として後を継いだアレクシオス2世は反乱を起こしたアンドロニコスに実権を奪われ1183年に暗殺、帝位を奪ったアンドロニコス1世も恐怖政治が仇となり、1185年に反乱を起こした首都住民に殺害、彼等に擁立されたイサキオス2世アンゲロスが即位、コムネノス王朝は終焉し新たにアンゲロス王朝が誕生した。

## 政策

### 外交戦略
東ローマ帝国の軍隊は多民族や様々な社会的地位が異なる人種からなる寄せ集めだった。統率は困難で戦闘力は心許ない雑多な軍勢だったが、マヌエル1世はこうした事情を理解した上で戦略を立てていた。それは戦わずして勝つことで、戦争は外交を駆使して他人に戦わせ、自ら血を流さない代わりに金の提供は惜しまない、なるべく長期戦を避けて適当な段階で講和に持ち込むことがこの時代の東ローマ帝国における軍事の特徴だった。マヌエル1世は領土拡大よりもいかに権威を周辺国へ及ぼすかに精力を傾け、西欧から導入された封建制度（皇帝は主君として従属した君主に保護と恩恵供与を、君主は臣下として皇帝への忠誠と軍事奉仕を約束）を周辺に結び付けることに尽力した。各国の微妙なパワーバランスに左右され、薄氷を踏むような外交と虚実入り乱れた駆け引きで皇帝は混成軍を統率し、諸国の上に君臨する栄光を手にしたが、それは小さな衝撃で瓦解する脆い権威だった。
1155年から1157年のイタリア遠征はまさに戦わずして勝つ戦略が実行され、金のばら撒きで各都市を降伏させ、なるべく被害を抑える方針を進めた。これにより短期間でプッリャ州の大部分を手に入れた反面、シチリア軍が接近すると都市はおろか同盟した反乱諸侯や傭兵たちが降伏・逃亡する繋がりの脆さも露わになった。緒戦の勝利で方針を略奪遠征から征服遠征に切り替えたことも敗因で、他人に戦わせる方針を捨てて援軍を派遣した後で諸侯との軋轢が生じ崩壊へと至った。根津由喜夫はイタリア遠征の失敗を皇帝の首尾一貫しない方針に求め、帝国の軍事行動が失敗するのは己の実力を越えて敵地征服を目指した時ではないかとしている。
1159年のアンティオキア入城後に行ったアレッポ遠征でも直接戦わず、ヌールッディーンと交渉して人質解放と軍事援助を約束させただけに終わった。これはヌールッディーンの圧力に苦しんだ十字軍国家が東ローマ帝国を宗主と仰ぐ現状維持を重視したためで、もしヌールッディーンを討伐した場合、その圧迫から解放された十字軍国家から背かれることがマヌエル1世には分かっていたからだった。加えて、ヌールッディーンをルーム・セルジューク朝への牽制として当てる狙いもあったので、皇帝は本気でアレッポ遠征をするつもりはなく、自分の名誉と権利が尊重される限りにおいての諸勢力の現状維持を基本方針としていた。
以上のようにイタリア遠征は失敗したがキリキア・シリア遠征とハンガリー遠征は成功を収めてエルサレムやアンティオキア、ハンガリーに宗主権を認めさせたものの、前述したようにそれは所詮諸国のパワーバランスの上に立つ脆い支配でしかなかった。ローマ帝国の栄光を再現しようと目指しつつも国力が低下していたことを自覚したマヌエル1世が、直接支配ではなく東ローマ皇帝を頂点に周辺諸国を間接支配で繋ぐ緩やかな支配体制を模索した結果であり、皇帝が外交など細心の注意を払った末に構築された、東ローマ帝国を中心とする国際秩序は虚構の世界帝国だった。
根津は1171年のヴェネツィアとの戦争と1176年のミュリオケファロンの戦いは東ローマ帝国にとって失敗と捉え、根拠として戦わずして勝つ戦略を放棄して自ら前面に出たために、ヴェネツィアが神聖ローマ帝国・シチリア・セルビアなど周辺諸国と結び東ローマ帝国の孤立を招いたこと、ルーム・セルジューク朝もミュリオケファロンの戦後神聖ローマ帝国と提携して孤立が深まったことを指摘、敗戦で東ローマ帝国の威信が失墜したため、マヌエル1世の外交が失敗したことも付け加えている。1176年にフリードリヒ1世はマヌエル1世と同盟していた教皇・ロンバルディア同盟との戦闘（レニャーノの戦い）で敗れたが、翌1177年に教皇が一転してフリードリヒ1世と和睦（ヴェネツィア条約）して東ローマ帝国は一層孤立、1178年にフリードリヒ1世から送られた手紙でマヌエル1世は「ギリシャ人の王」と侮蔑的な称号で呼ばれた上、フリードリヒ1世から自分の宗主権と教皇至上権を受け入れるよう要求されるまでに立場が転落したことを示している。

### 宗教
ミュリオケファロンの戦いが起こる前の東ローマ帝国とルーム・セルジューク朝は対立と友好が混在する複雑な関係で、それぞれの王侯貴族が政争に敗れて亡命する場合が多かった。この中に改宗者も含まれ、マヌエル1世の治世が始まる前の1139年、従兄でアンドロニコスの兄ヨハネスがルーム・セルジューク朝へ亡命してキリスト教からイスラム教に改宗、マヌエル1世死後の出来事としてクルチ・アルスラーン2世の末子カイホスロー1世がスルタンを廃位され亡命した際、イスラム教からキリスト教へ改宗した（ただしスルタンに復位して帰国するとイスラム教に戻る）。
こうした事情と、外国人を受け入れる方針を宗教にも適用する狙いから、マヌエル1世はムスリムがキリスト教に改宗するハードルを低くして、トルコ人を東ローマ帝国に同化させようと思い立った。1180年に改宗者を教会に受け入れる儀式に変更を加え、教理問答集からムハンマドの神を否認させる条項の削除を提案、教会から猛反発を受けても強引に条項削除を成立させたのである。同化という打算はあったが、宗教問題に意欲的なあまり恣意的に処断する皇帝の手法は聖職者の悩みであり、ニケタス・コニアテスは神学論争に熱心な皇帝の態度を書きつつ、政治的配慮のためなら教義の解釈を変更する皇帝の行動を批判を込めて記している。

### 芸術
コムネノス王朝の皇帝たちはコンスタンティノープル大宮殿にほとんど住むことはなく、郊外で北西かつコンスタンティノープルの城壁の北端にあるブラケルナエ宮殿に移住した。建築に熱心だったマヌエル1世はブラケルナエ宮殿の周囲に城壁を築き要塞としての機能を強化する一方で、宮殿を増改築して玉座を置いた大広間と柱廊を加え、床は大理石、壁面は自身の戦勝を描いたモザイクで埋め尽くした。ベツレヘム近郊・聖エリヤ修道院の修復資金も提供した。
モザイク壁画は外交パフォーマンスに活かされ、1172年にセルビアで東ローマ帝国に反抗したステファン・ネマニャが捕らえられコンスタンティノープルへ連行された際、彼がマヌエル1世に敗れた戦いを描いた壁画を見せつけられたという。勝者と敗者をはっきり内外に示すこの演出は壁画だけでなく儀式にも用いられ、ルノーの降伏儀式、アンティオキア入城式典、1161年のクルチ・アルスラーン2世の首都訪問の歓迎パレードなど、皇帝は自己の権威や諸国との関係を目に見える形で示した数々の儀式を間接支配に利用した。

### 外国人受け入れと一門の強化
祖父アレクシオス1世の代からコムネノス王朝は、地方有力者に軍事力提供と引き換えに徴税権や土地を与えること（プロノイア制）で、姻戚関係も結んでコムネノス一門へ取り込んだ彼等の協力のもとに帝国の防備を磐石なものにしようとしていた。だがマヌエル1世の代になると、それが地方有力者の権力強化と、それに伴う皇帝権力の弱体化につながってしまっていた。さらに、マヌエル1世自身が大量にプロノイアを下賜したため、この傾向は強まる一方であった。後に、イサキオス・ドゥーカス・コムネノス（コムネノス朝の皇族）やテオドロス・マンカファース（帝国の有力貴族）らが帝国から独立してしまったのは、これに起因すると言われている。
マヌエル1世は宮廷に西欧の騎士道の風習を持ち込み、臣下にも多くの西欧人を雇い入れ、兵士・外交官に登用した。また軍制改革に西欧の装備と騎馬突撃を導入、軍事力強化や西欧貴族の尚武の気風、血統の高貴さをコムネノス一門に採り入れることで、一門を確固たる支配階級にしようと図った。ただし、プラトン・アリストテレスなど古代哲学に親しんでいた彼等は本質的に文化人であり、戦争に染まり切った西欧貴族になり切れなかった。
皇帝のコムネノス一門への権力分散は、帝国の建前である皇帝専制と矛盾が生じた。皇族たちは皇帝の家政組織に準じた独自の宮廷・武装集団を持つ「小皇帝」とも言うべき地位に誇りを抱き、皇帝の前で粗暴な振る舞いをしでかす皇族も現れる中、皇帝は彼等の第一人者という様相を呈した。この様な状況で皇帝は疑似大家族の家父長として一門を統率する役割を負ったが、それは皇帝の資質に依存する体制であり、皇帝がリーダーシップを取れない、あるいは一門の結束が揺らぐと体制も大きく傾く危うい状態だった。

## 人物
非常に魅力的で背が高く褐色の美しい顔立ち、深い教養に武芸にも長けた人物だった。科学・文学・神学・占星術・医学などに熱中、狩猟も得意で軍人としての資質も高く、常に軍の先頭に立ち将兵と苦楽を共にした。好色で姪との近親相姦で男子を儲けながら近親婚の規制強化の法令を発布、天衣無縫・豪放磊落に見える一方で猜疑心が強く小心・神経質な部分も併せ持つ複雑な性格だった。1176年のミュリオケファロンの敗戦後は健康が優れず気分がふさぎ込みがちになったとされ、1180年3月から病気が悪化、5月に都の喧騒を避け離宮で療養生活を送ったが、体調は回復せず9月に崩御した。
歴史家ヨハネス・キンナモスとニケタス・コニアテスはそれぞれの記述でマヌエル1世の人物像を表しているが、前者はマヌエル1世を高潔で寛大な人物、後者は逆に小心者として描いている。2人の表現の違いは立場の違いによるものとされ、キンナモスはマヌエル1世の公的プロパガンダに影響を受け論調が終始賛美である反面、キンナモスより1世代下のコニアテスは第4回十字軍による東ローマ帝国の破滅の原因をマヌエル1世に求めたため、間接的ながら論調は批判的だったという。根津は両者のこうした記述を認めつつ、内容は矛盾せず互いに補完し合う関係だと主張、マヌエル1世が関わった1154年の暗殺未遂事件で両者の資料を繋ぎ合わせて再構成すると、互いの論旨に大きな破綻が無いことが証拠だとしている。
両者が一致するマヌエル1世の特徴は、好色・派手好き・目立ちたがり・向こう見ず・熱血漢という反面、陰険で執念深い一面もあったという点である。従弟のアンドロニコス1世コムネノスも同じ性格で、2人は当初仲の良い親友だったが、マヌエル1世が甥のヨハネスを寵愛すると一転して憎悪し合うようになった。

## 家族
最初の皇后でズルツバッハ伯ベレンガル2世の娘ベルタ・フォン・ズルツバッハ（エイレーネー）との間に、2女が生まれた。
- マリア（1152年 - 1182年） - ハンガリー王ベーラ3世と婚約、モンフェッラート侯グリエルモ5世（英語版）の息子ラニエリ（英語版）と結婚[76]
- アンナ（夭折）

ベルタが1159年に病没すると、後添えにアンティオキア公レーモン・ド・ポワティエの娘マリー・ダンティオケ（マリア、アリエノール・ダキテーヌの従妹にあたる）を迎え、1男が生まれた。
- アレクシオス2世コムネノス（1169年 - 1183年）

マヌエル1世には数多くの愛妾と庶子がいた。庶子の1人アレクシオスは、アンドロニコス1世コムネノスの庶子エイレーネーを妻とした。

## 正式称号
古代ローマ帝国の後継者であることを強く意識し、その復興を志していたマヌエル1世はユスティニアヌス1世以来久方ぶりに古代ローマ風の征服称号を名乗った東ローマ皇帝である。しかし、征服した民族として挙げられているのは元々東ローマ帝国領であったバルカン半島・小アジアの民族が殆どである。
マヌエル、キリストにおける神に信厚き皇帝、ポルフュロゲネトス、ローマ人のアウトクラトール（ラテン語のインペラートルに相当）、もっとも敬虔な、永遠に尊厳なるアウグストス、イサウリア人、キリキア人、アルメニア人、ダルマティア人、ハンガリー人、ボスニア人、クロアティア人、ラジ人、イベリア人、ブルガリア人、セルビア人、ジキア人、ハザール人、ゴート人の征服者、偉大なるコンスタンティヌスの栄冠の神の定めたる相続人、彼の全ての権利を聖霊により受け継ぎし者